# Ulmarra

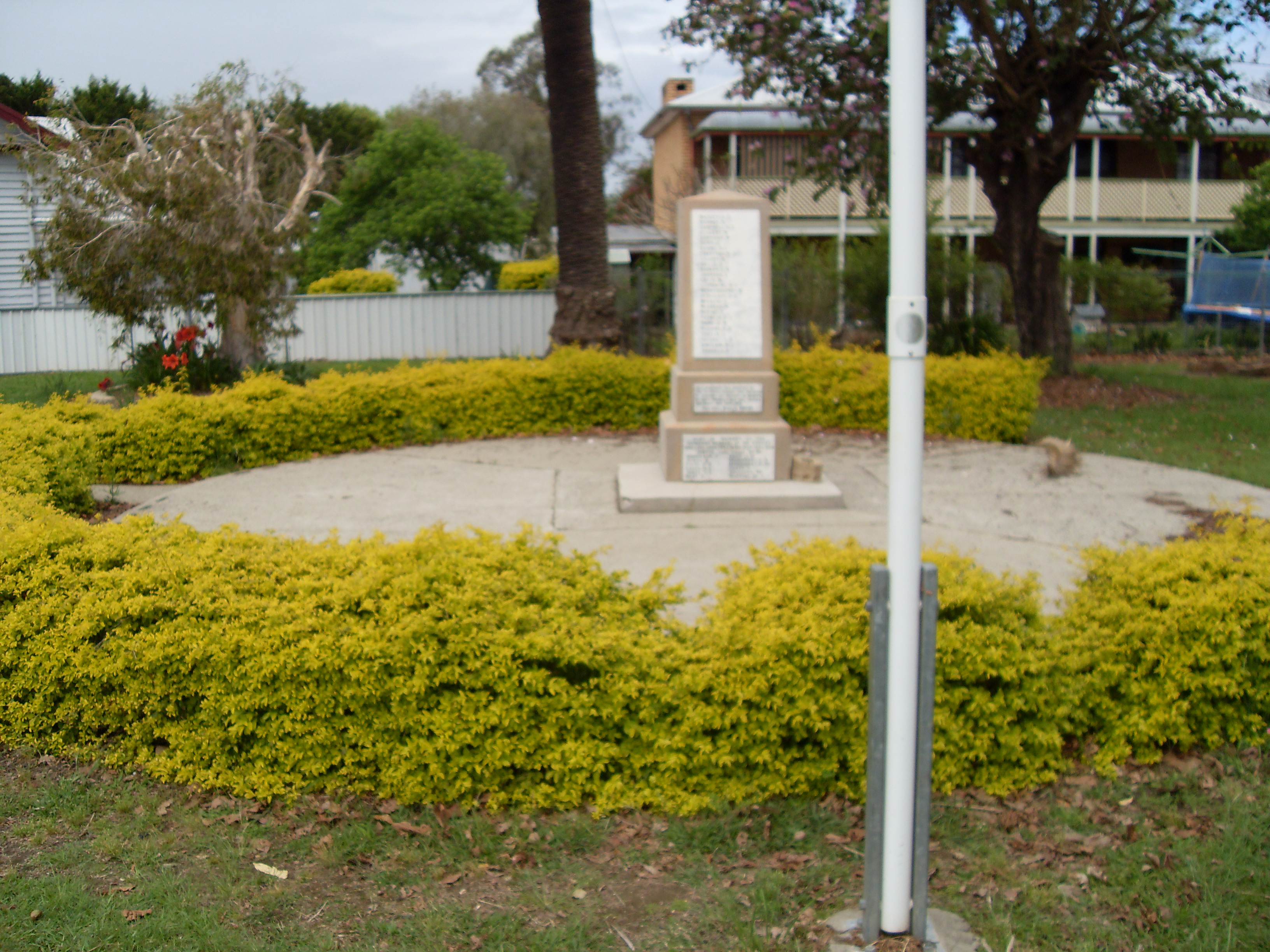
Das Ulmarra Kriegerdenkmal in der Coldstream Street am Clarence River

Ulmarra ist ein kleiner Ort am südlichen Ufer des Clarence River in New South Wales, Australien. Er liegt im Clarence Valley. Im Jahr 2021 zählte Ulmarra 418 Einwohner.
Der Ort war die kleinste LGA in New Soth Wales bis ins Jahr 2000, danach wurde er mit dem Nymboida Shire zur Pristine Waters Shire fusioniert, die später mit dem Grafton und Maclean Shire zum Clarence Valley Council verbunden wurden.
Der Name Ulmarra stammt von den Aborigines und bedeutet Flusskrümmung.
Die Ulmarra-Fähre ist ein Kabelfähre, die den Clarence River einen Kilometer nördlich von Ulmarra überquert und den Ort mit Southgate am Nordufer verbindet.